# 成泰シェン
成泰燊（チェン・タイシェン、1968年6月12日 - ）は、中国の俳優である。

## 経歴
2004年、賈樟柯監督の『世界』で趙濤と共演する。2010年、アレハンドロ・ゴンサレス・イニャリトゥ監督の『BIUTIFUL ビューティフル』に出演した。

## フィルモグラフィー
- 世界（2004年）
- 我らが愛にゆれる時（2007年）
- BIUTIFUL ビューティフル（2010年）
- サンザシの樹の下で（2010年）
- 愛の身替わり（2012年）
- ドラゴン・フォー 秘密の特殊捜査官/隠密（2012年）
- 空海-KU-KAI- 美しき王妃の謎（2017年）
- ドラゴン・フォー2 秘密の特殊捜査官 陰謀（2013年）
- ダブル・サスペクト 疑惑の潜入捜査官（2016年）